# Гранулометр

Рис. 1. Схеми автоматичних гранулометрів: а — безпосереднє вимірювання крупності частинок у потоці пульпи; б, в — непряме вимірювання крупності матеріалу у потоці.

Грануломе́тр (рос. гранулометр, англ. granulometer, нім. Korngrößenrnesser m) — вимірювальний пристрій для автоматичного чи автоматизованого визначення гранулометричного складу сипких матеріалів.

## Класифікація
За принципом вимірювання гранулометри поділяють на диференційні та інтегральні;
За методом вимірювання — на ситові або механічні, мікроскопічні, електронно-оптичні, імпульсні, кондуктометричні, ультразвукові та інш.;
За порядком роботи — на безперервні (потокові) і дискретні (періодичної дії).
Сучасні гранулометри поєднані з персональними комп'ютерами, завдяки чому забезпечується досконала і різнопланова обробка інформації та її представлення.

## Загальний опис і приклади

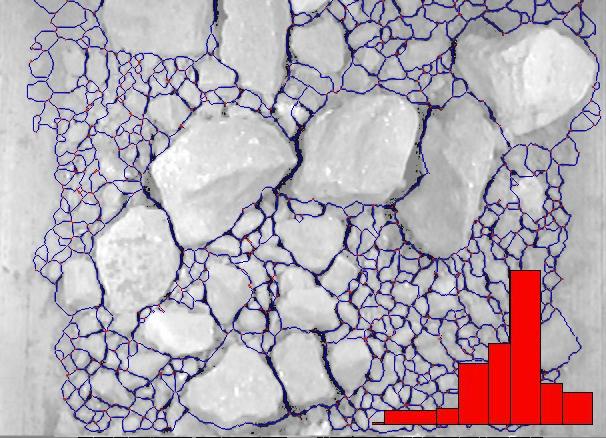
Рис. 2.

Способи автоматичного контролю гранулометричного складу можуть ґрунтуватися на безпосередніх вимірюваннях крупності частинок і непрямих методах.
На рис. 1 а наведена схема гранулометра «Мікрон», що працює на принципі прямого вимірювання зернистих частинок твердої фази в потоці пульпи. Гранулометр може використовуватися в рудному збагачувальному виробництві.
Чутливим елементом тут є мікроскопічний щуп (1), шарнірно сполучений штоком (2) з важелем (3), кінематично пов'язаним з трансформаторним перетворювачем (Пр). При роботі двигуна (Дв) кулачковий механізм (4) періодично підіймає щуп над п'ятою (5), в наступний момент вимірювання пружина (6) притискує його до п'яти. Зазор між цими елементами характеризує розмір одиничного зерна, що потрапило в робочу зону. Сигнал, пропорційний величині цього зазору, за допомогою трансформаторного перетворювача переміщення (ТП) подається у вимірювальну систему (ВС), де відбувається інтегрування поточних значень розміру зерна, і середнє його значення фіксується вторинним приладом.
Принцип непрямого методу оцінки крупності матеріалу в потоці ілюструється схемами, показаними на рис. 1 б і в.
За першою схемою середній розмір шматка руди оцінюється тиском сипучого потоку на чутливий елемент — пробне тіло (1), переміщення якого, урівноважене пружиною (2), за допомогою трансформаторного перетворювача передається на реєструючий прилад.
У другій схемі (в) оцінка крупності матеріалу (руди) здійснюється за частотною характеристикою коливань пружної пластини датчика (1), які виникають під впливом падаючого матеріалу, з подальшою передачею вихідного сигналу (Uвих) у вимірювальну схему.
В кінці ХХ ст. розроблені більш сучасні гранулометри, наприклад, установка автоматичного вимірювання крупності частинок в потоці пульпи «ПІКІВ-074» .

### Гранулометр «Мікрон— 3»

Гранулометр «Мікрон — 3» конструкції СКБ «Цветметавтоматика» призначений для автоматичної реєстрації ґранулометричного складу пульп (рис. 3).

Рис. 3. Схема гранулометра «Мікрон-3».
1 — плунжер індукційно-трансформаторного датчика; 2 — пружина; 3 — кулачок;
4 — двигун; 5 — коромисло; 6 — шток; 7 — мікрометричний щуп; 8 — п'ята.

Принцип дії приладу оснований на статистичній залежності між крупними і дрібними класами в досліджуваній пульпі.
Ґранулометр складається з датчика та вторинного реєстраційного приладу зі шкалою вимірювань від 0 до 1 мм. Датчик складається з мікрометричного щупа 7, що шарнірно з'єднаний за допомогою штока 6 з коромислом 5, до якого підвішений плунжер індукційно-трансформаторного датчика 1. Щуп приводиться у зворотно-поступальний рух двигуном 4 через кулачок 3. У вихідне положення щуп 7 повертається пружиною 2. Розміри крупних частинок в пульпі, що автоматично контролюється за заданою програмою, вимірюють щупом 7, що разом з п'ятою 8 занурений у потік пульпи.
Частота вимірювань — до 120 разів на хвилину. Відстань між щупом і п'ятою відповідає діаметру найбільш крупних частинок, що потрапили у зазор між ними. Абсолютні розміри частинок реєструються на діаграмі вторинного приладу у вигляді інтегральної кривої, що визначає середній діаметр крупних частинок. Імовірність абсолютних помилок по класу + 0,15 мм складає ± 2 % при частоті вимірювань до 2 хв.
Ґранулометр «Мікрон — 3» призначений для автоматичного контролю та регулювання крупності твердої фази пульпи механічних класифікаторів. Дія ґранулометра заснована на вимірюванні середнього розміру зерен крупних класів у потоці. Підтримка заданого ґранулометричного складу пульпи виконується в безперервному потоці шляхом регулювання витрат води, що подається у класифікатор залежно від показників прибору.

### Гранулометр для рудних пульп конструкції інституту НДІАвтоматика
Гранулометр для рудних пульп конструкції інституту НДІАвтоматика (рис. 4) оснований на методі мокрого експрес-аналізу.
Ґранулометр встановлений на рамі 22. Проба пульпи, що відібрана пробовідбирачем 11, подається у барабанний грохот 19, який знаходиться всередині бункера 18. Обертання грохота здійснюється від електродвигуна 12 через редуктор 13. Для затримання надрешітних продуктів у барабані при розсіві проби призначені торцева кришка 15 та клапан 17, що відкриваються розподільчим кулачком 14, якому надається рух від редуктора 13. Вода у грохот подається через трубки 21 при включенні соленоїдного вентиля 23. Бункер 18 за допомогою плеч паралелограма 20 підвішений до вимірювальних пружин 9 та 10, які врівноважують бункер 18, заповнений тільки водою. Надходження проби у барабан викликає збільшення маси бункера ΔG та переміщення униз підвішеної системи і зв'язаного з нею плунжера 8 нуль-індикатора 7. Розбаланс нуль-індикатора підвищується у підсилювачі 1 та надає руху серводвигуна 2, який обертає двигун запам'ятовуючого пристрою 3 і лекало 5. Поворот лекала призводить до переміщення важеля 6 та пружин 9 і 10 до тих пір, поки їх зусилля зрівноважать збільшення маси ΔG. Після розсіву проби та видалення підрешітного продукту зважується надрешітний продукт масою ΔG2 аналогічно масі ΔG1 (з додаванням води до заданого об'єму). Значення опорів R1 і R2 пропорційні величинам ΔG1 і ΔG2 із запам'ятовуючого пристрою 3 передаються на вторинний прилад 24 для визначення вмісту класу, що контролюється.
Вихід класу β+ визначається як співвідношення ΔG2 /ΔG1 . Проба надходить у збірник 16. Шкала 4 використовується для контролю роботи ґранулометра та його настроювання.
Тривалість аналізу однієї проби складає близько 4 хв; похибка аналізу ± 2 % від верхньої межі вимірювання.